# Nguyệt thực tháng 6, 2011
| Nguyệt thực toàn phần 15 tháng 6 năm 2011       | Nguyệt thực toàn phần 15 tháng 6 năm 2011 |
| ----------------------------------------------- | ----------------------------------------- |
| Mặt Trăng đi từ phải qua trái qua bóng Trái Đất |                                           |
| Nguyệt thực nhìn từ Ý                           |                                           |
| Chu kỳ (thành viên)                             | 130 (34 trong 72)                         |
| Thời gian (giờ:phút:giây)                       |                                           |
| Toàn phần                                       | 01:40:52                                  |
| Một phần                                        | 3:39:58                                   |
| Nửa tối                                         | 5:39:10                                   |
| Thời điểm (UTC)                                 |                                           |
| P1                                              | 17:23:05                                  |
| U1                                              | 18:22:37                                  |
| U2                                              | 19:22:11                                  |
| Lớn nhất                                        | 20:12:37                                  |
| U3                                              | 21:03:22                                  |
| U4                                              | 22:02:35                                  |
| P4                                              | 23:02:15                                  |
|                                                 |                                           |

Một nguyệt thực toàn phần xảy ra từ chiều đến đêm 15 tháng 6 năm 2011 (giờ UTC). Đây là lần đầu tiên trong hai lần nguyệt thực toàn phần trong năm 2011, lần thứ hai diễn ra vào ngày 10 tháng 12. Lần nguyệt thực này kéo dài 100 phút 52 giây nhưng không phải là lần nguyệt thực dài nhất thế kỷ XXI.
Nguyệt thực trong đó Mặt Trăng đi qua trung tâm của bóng Trái Đất khá hiếm. Lần nguyệt thực gần nhất Mặt Trăng đi qua gần tâm bóng Trái Đất nhất xảy ra vào ngày 16 tháng 7 năm 2000. Lần nguyệt thực toàn phần trung tâm tiếp theo sẽ xảy ra vào ngày 27 tháng 7 năm 2018.

## Quan sát
Nguyệt thực này có thể được quan sát từ toàn bộ châu Phi và Trung Á, có thể được nhìn thấy khi Mặt Trăng mọc tại Nam Mỹ, tây Phi và châu Âu, có thể nhìn thấy khi Mặt Trăng lặn ở đông châu Á. Tại tây Á, Australia và Philippines, nguyệt thực chỉ được quan sát trước khi Mặt Trời mọc.

## Hình ảnh

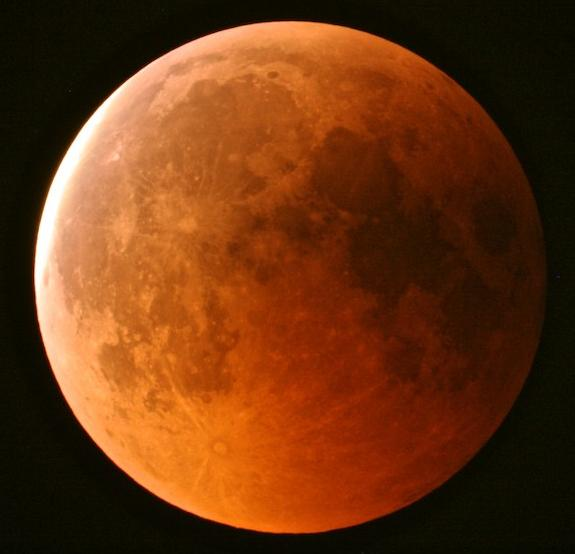
Ý
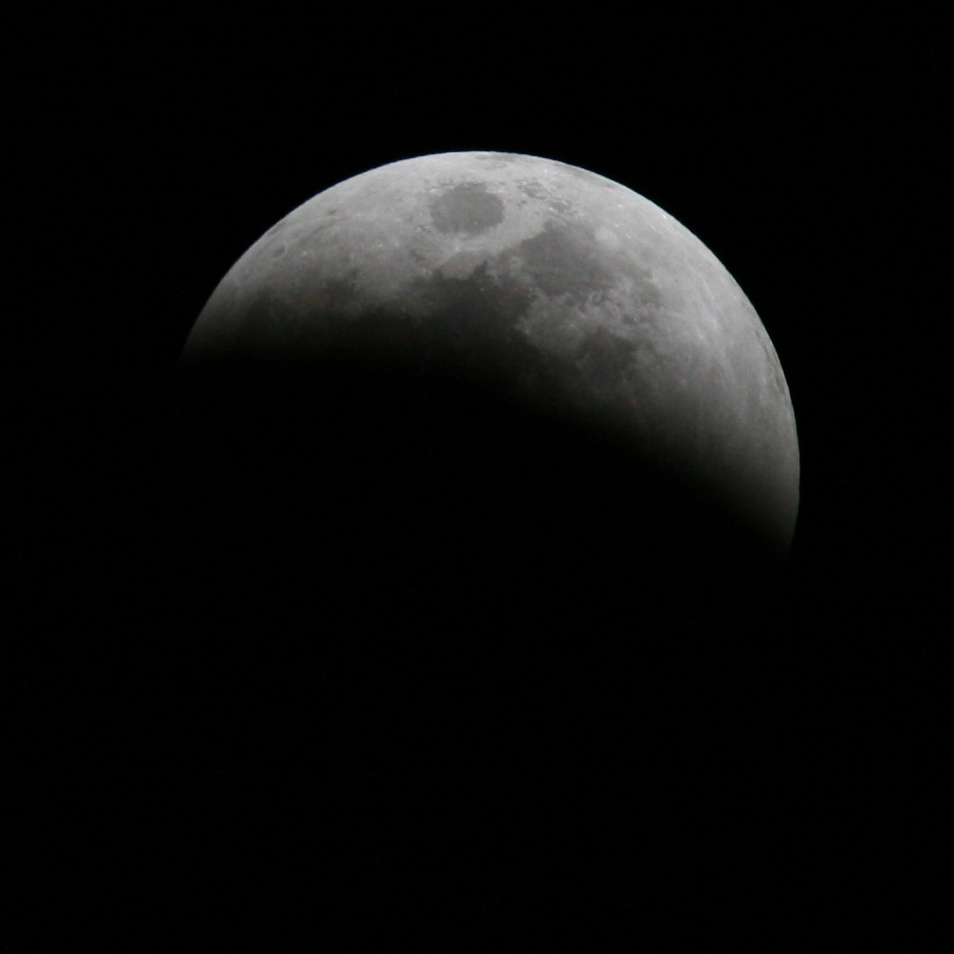
Dar es Salaam, Tanzania
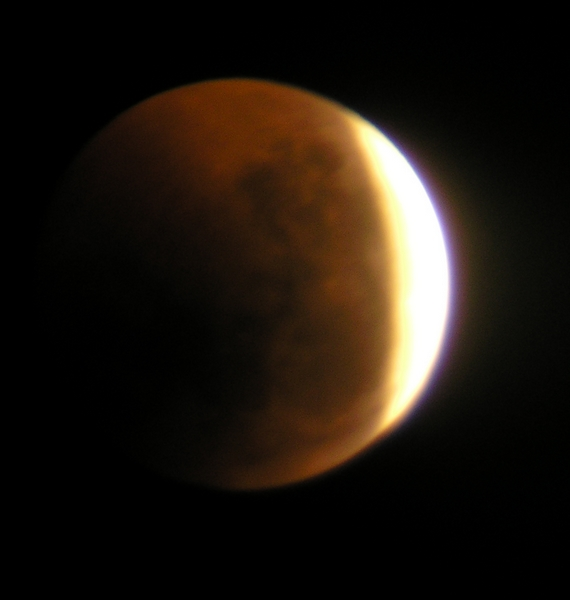
Cộng hòa Séc
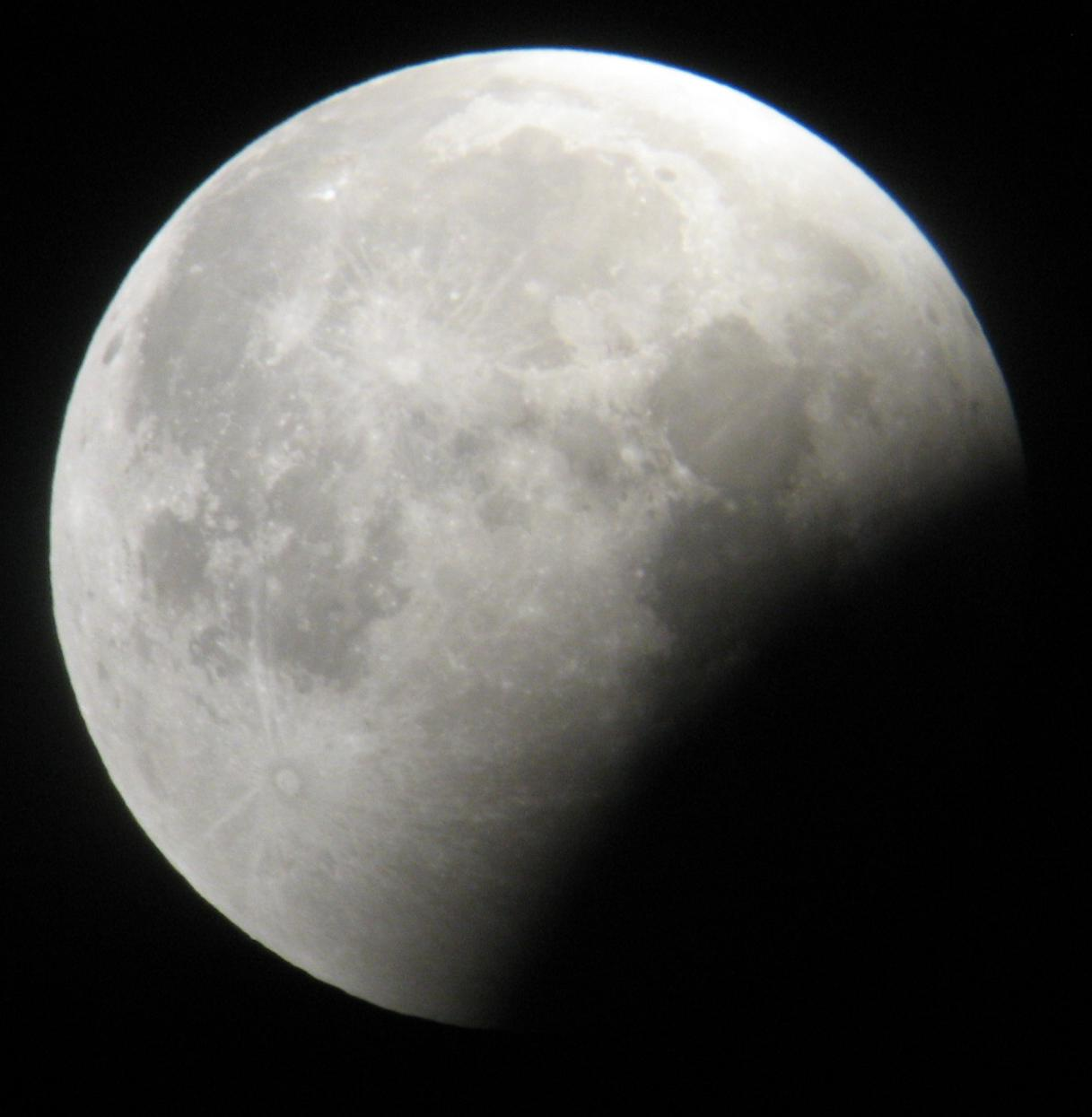
Hungary
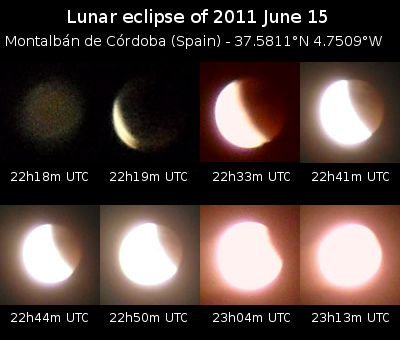
Montalbán de Córdoba, Tây Ban Nha
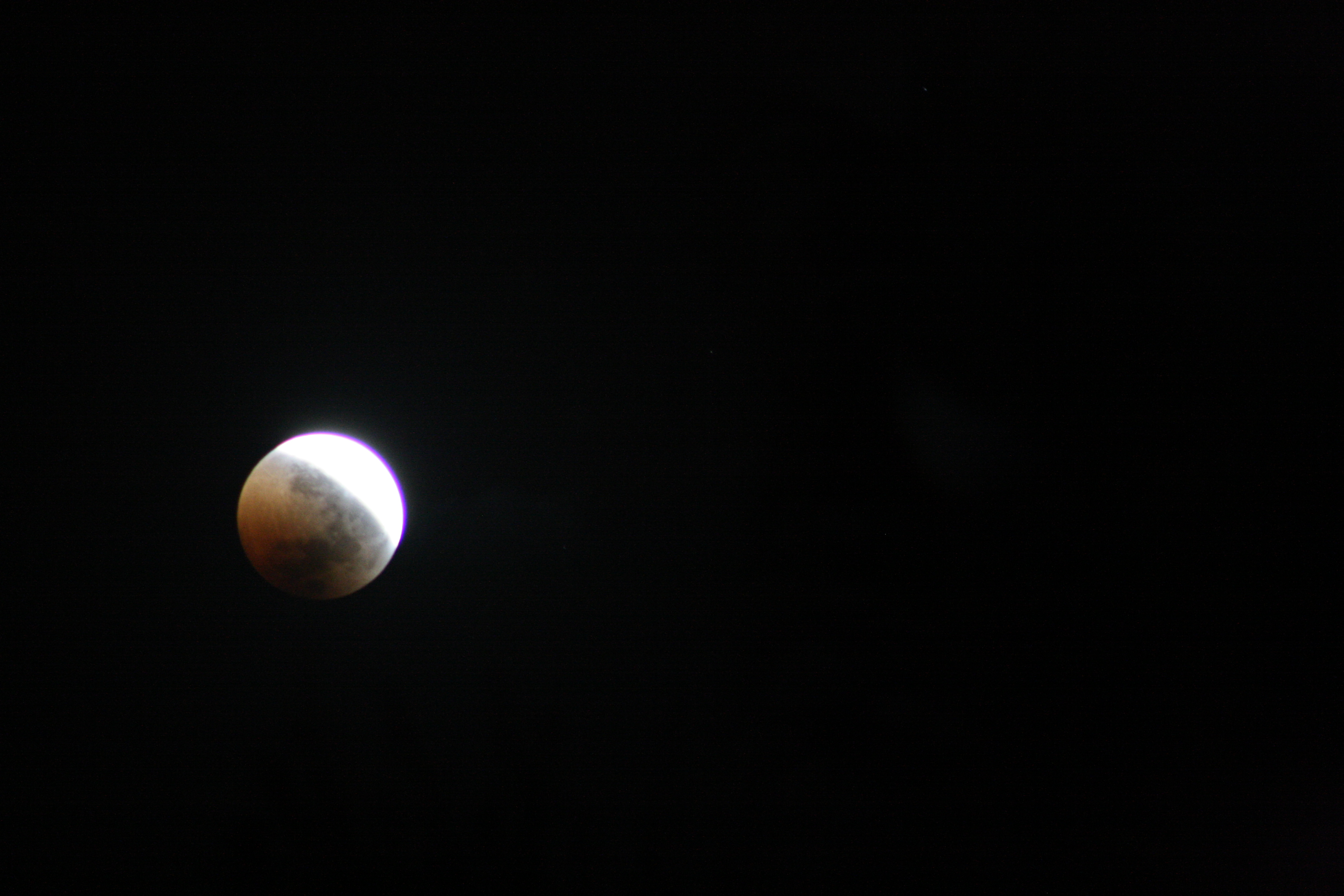
Perth, Tây Úc
ÁoÁo
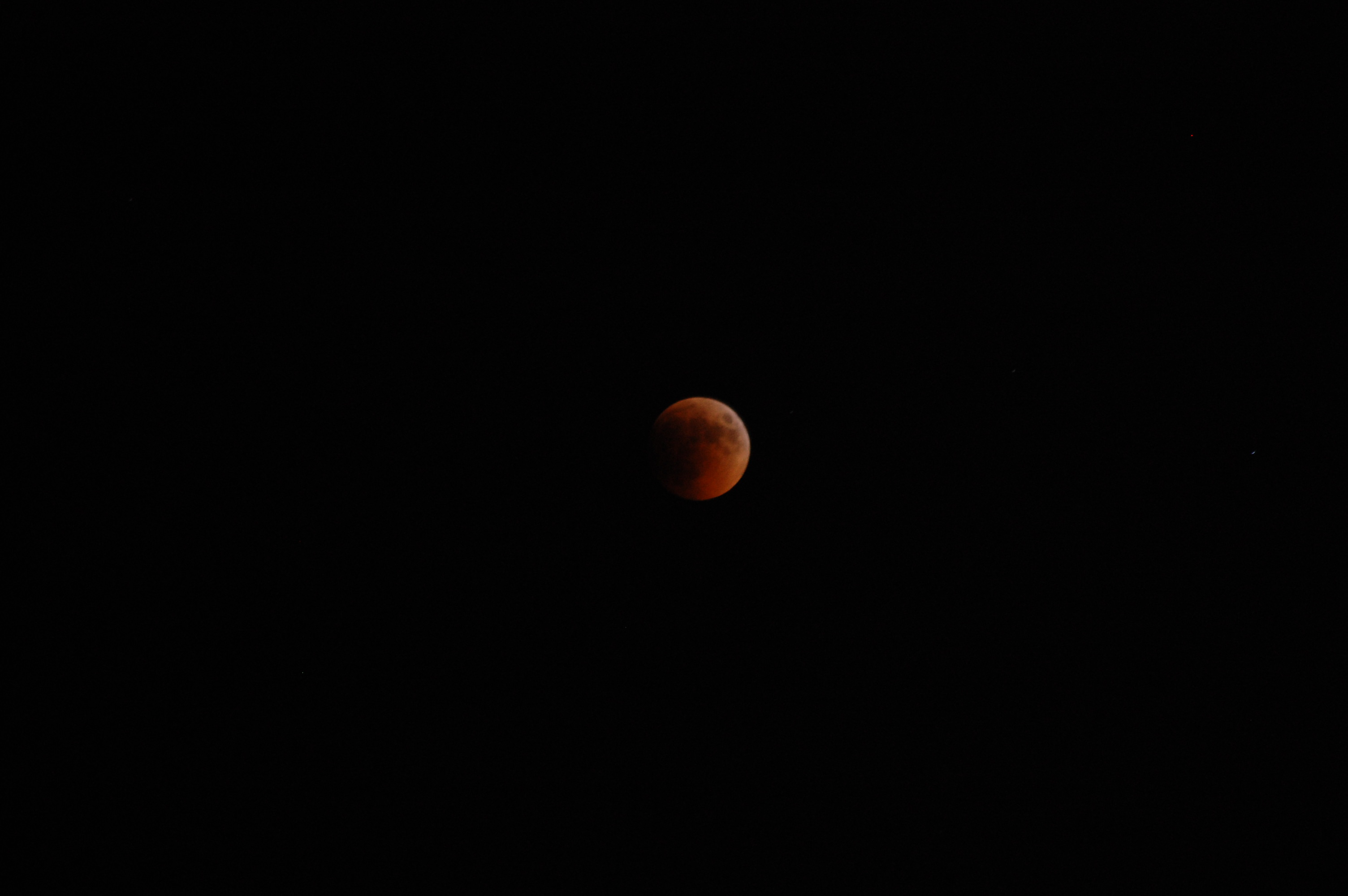
Abu Dhabi, UAE
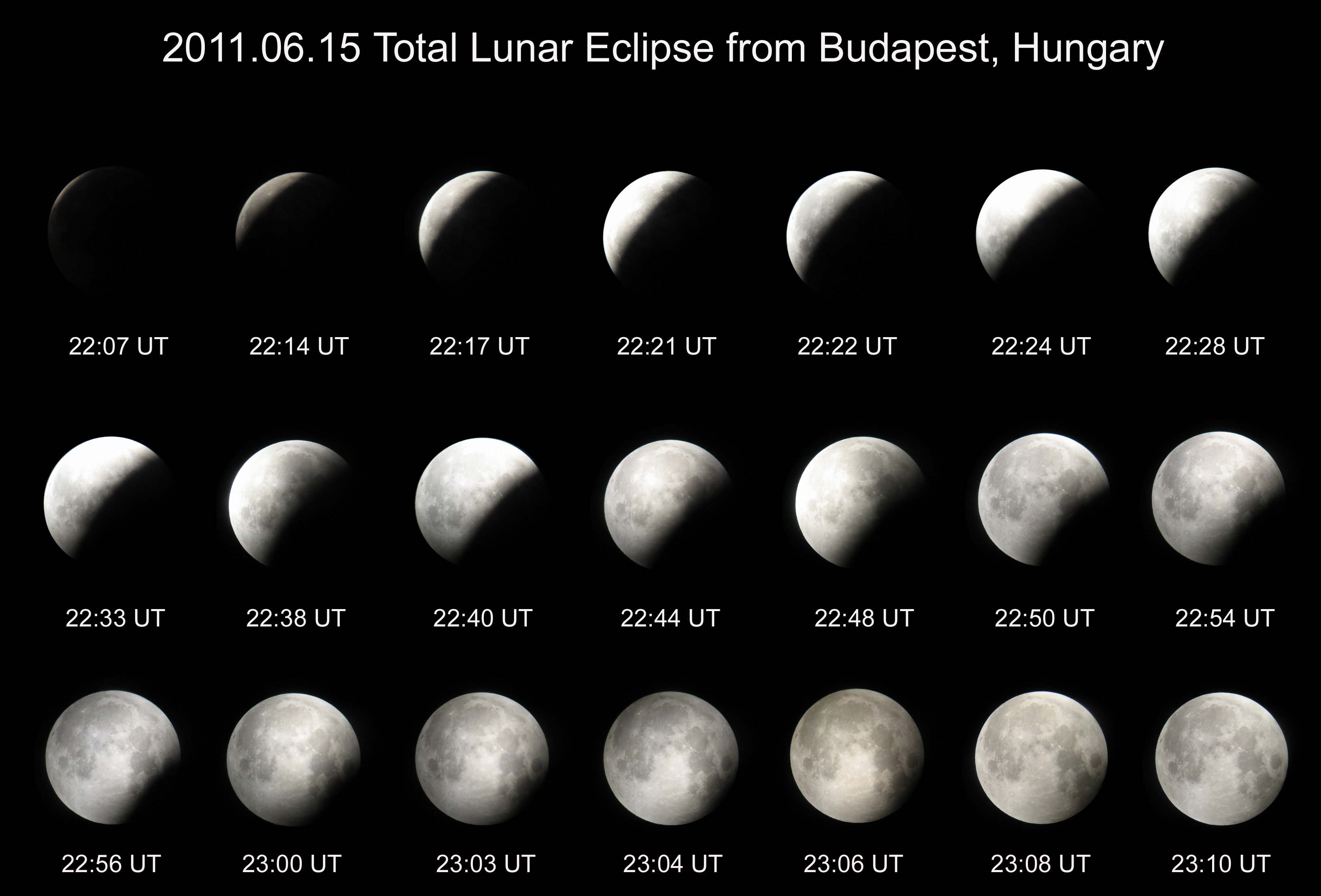
Budapest, Hungary
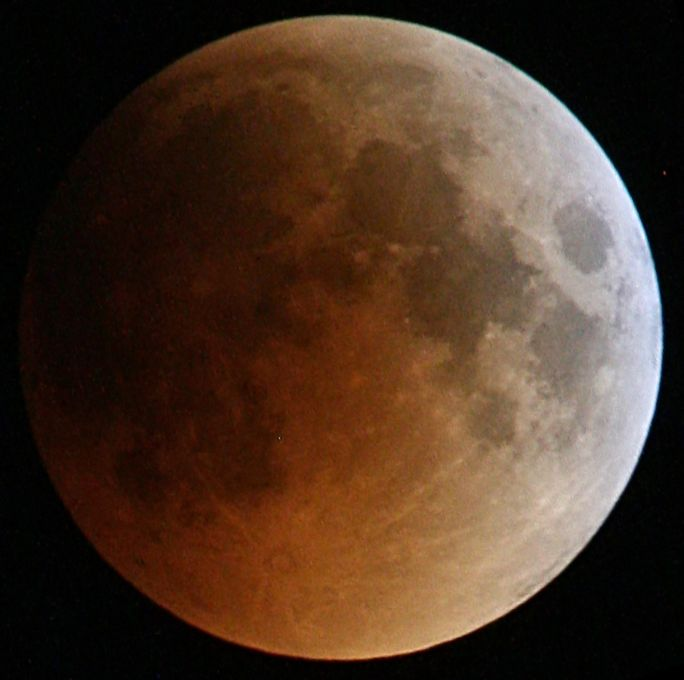
Tanzania
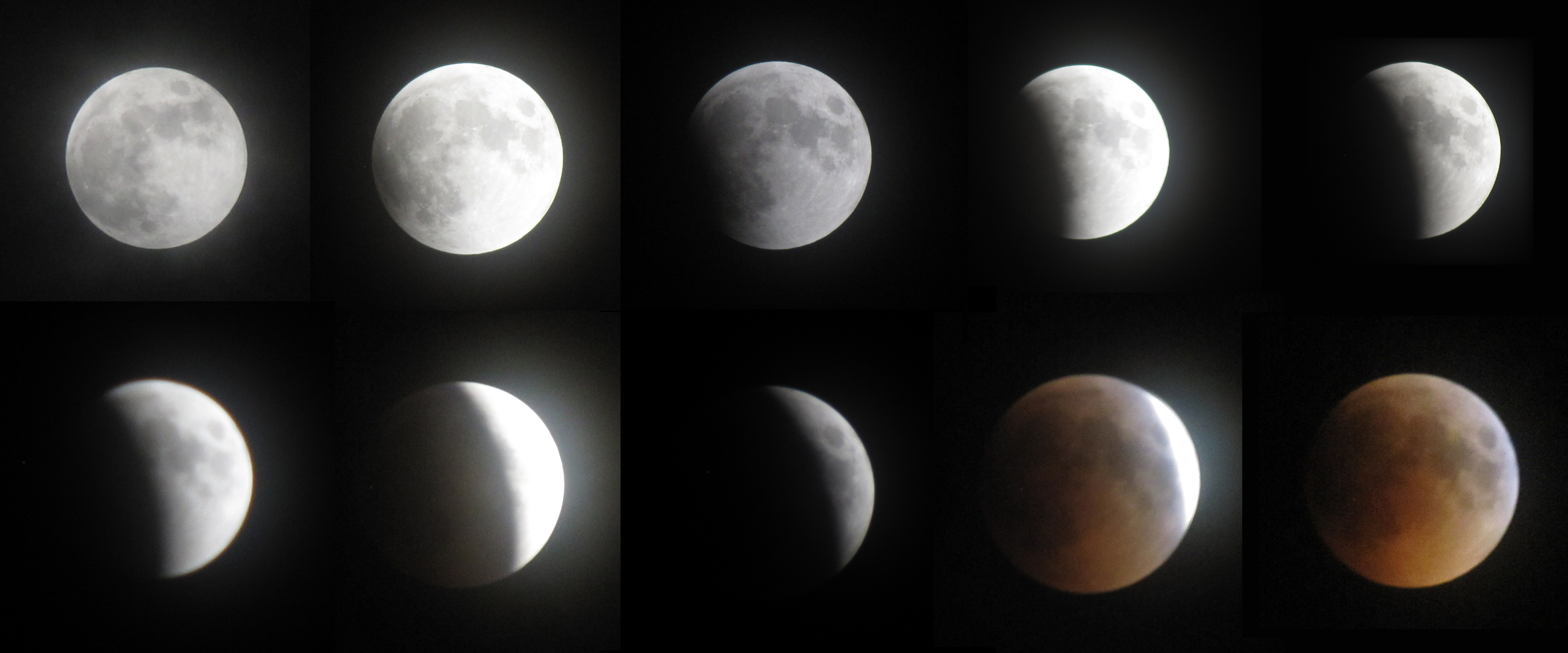
Mangalore, Ấn Độ
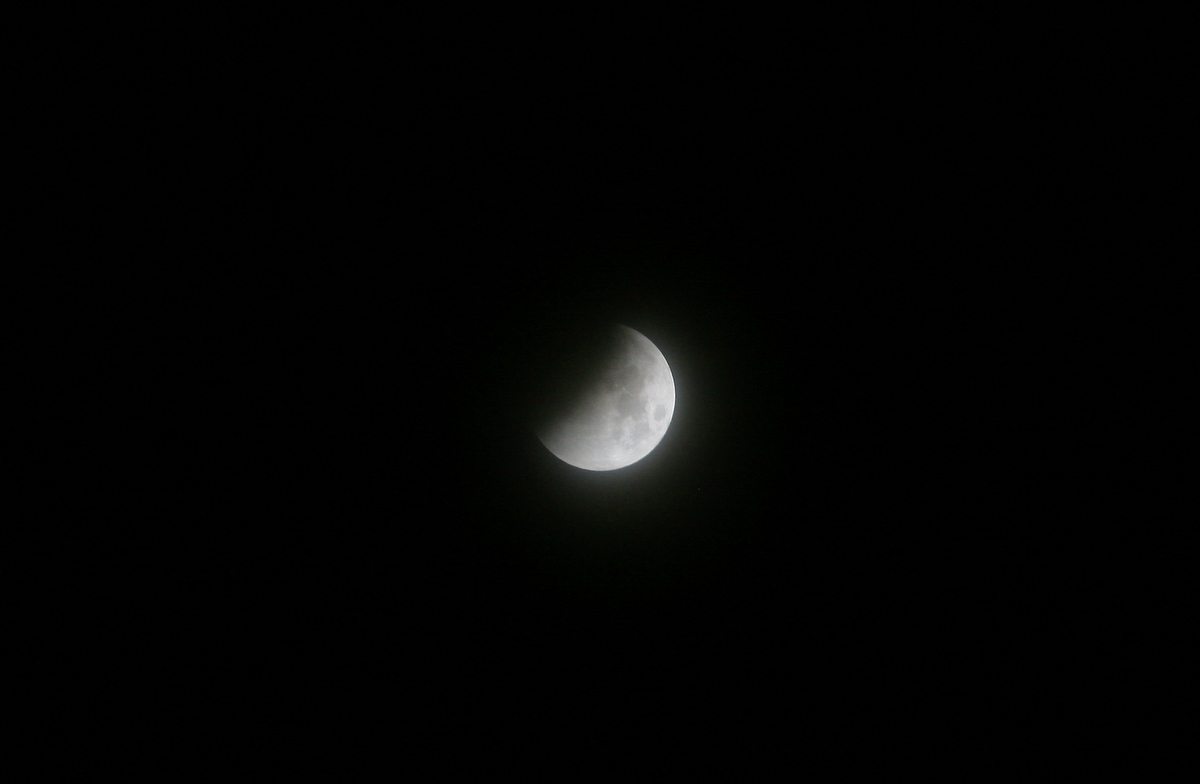
Macau, Trung Quốc
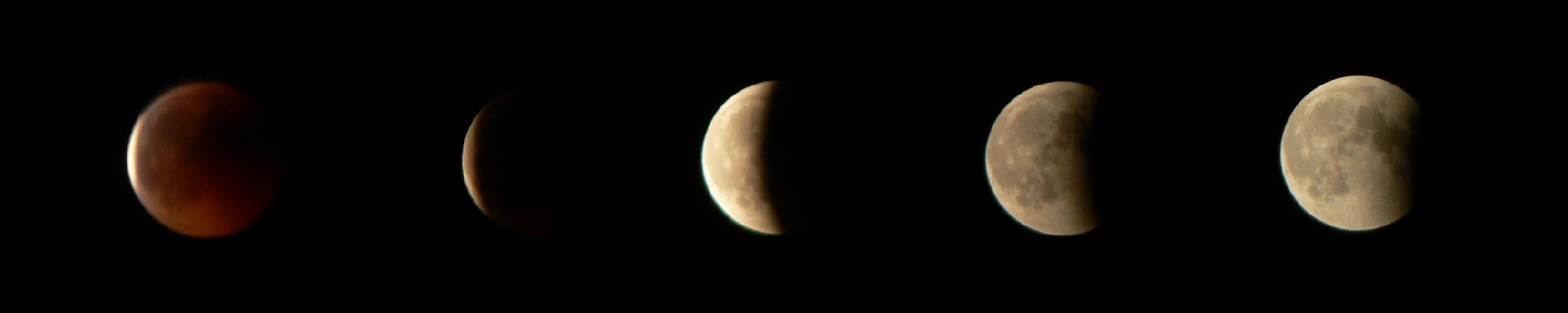
Sobotin, Cộng hòa Séc

| Burgundy, Pháp | Novosibirsk, Nga |